# Grand Prix van Groot-Brittannië 1926
De Grand Prix van Groot-Brittannië 1926 was een autorace die werd gehouden op 7 augustus 1926 op de Brooklands race circuit. De winnaars was de Fransen Robert Sénéchal en Louis Wagner.

## Uitslag
| Positie | No | Rijder                        | Team            | Ronden | Tijd/Opgave             |
| ------- | -- | ----------------------------- | --------------- | ------ | ----------------------- |
| 1       | 14 | Robert Sénéchal Louis Wagner  | Delage 155B     | 110    | 4h00m56                 |
| 2       | 7  | Malcolm Campbell              | Bugatti 39A     | 110    | 4h10m44                 |
| 3       | 2  | Robert Benoist André Dubonnet | Delage 155B     | 110    | 4h18m08                 |
| DNF     | 1  | Albert Divo                   | Talbot 700      | 83     | Supercharger            |
| DNF     | 5  | Frank Halford                 | Halford Special | 82     | Propeller shaft u-joint |
| DNF     | 9  | Henry Segrave                 | Talbot 700      | 60     | Supercharger            |
| DNF     | 3  | George Eyston                 | Aston Martin GP | 45     | Gasket                  |
| DNF     | 10 | Louis Wagner                  | Delage 155B     | 6      | Motor                   |
| DNF     | 6  | Jules Moriceau                | Talbot 700      | 0      | Voorste as              |

1926 · 1927 · 1948 · 1949 · 1950 · 1951 · 1952 · 1953 · 1954 · 1955 · 1956 · 1957 · 1958 · 1959 · 1960 · 1961 · 1962 · 1963 · 1964 · 1965 · 1966 · 1967 · 1968 · 1969 · 1970 · 1971 · 1972 · 1973 · 1974 · 1975 · 1976 · 1977 · 1978 · 1979 · 1980 · 1981 · 1982 · 1983 · 1984 · 1985 · 1986 · 1987 · 1988 · 1989 · 1990 · 1991 · 1992 · 1993 · 1994 · 1995 · 1996 · 1997 · 1998 · 1999 · 2000 · 2001 · 2002 · 2003 · 2004 · 2005 · 2006 · 2007 · 2008 · 2009 · 2010 · 2011 · 2012 · 2013 · 2014 · 2015 · 2016 · 2017 · 2018 · 2019 · 2020 · 2021 · 2022 · 2023 · 2024 · 2025 · 2026 · 2027 · 2028 · 2029 · 2030 · 2031 · 2032 · 2033 · 2034